# Viktor Vasil'evič Gorbatko
Viktor Vasil'evič Gorbatko (in russo Виктор Васильевич Горбатко?; Vency-Zarja, 3 dicembre 1934 – Mosca, 17 maggio 2017) è stato un cosmonauta sovietico.

## Istruzione ed aeronautica militare
Nacque nei pressi di Krasnodar nell'allora RSSF Russa. Frequentò la scuola media, prima di arruolarsi quale volontario dell'Armata Rossa, dove venne addestrato negli anni dal 1952 al 1956 per diventare pilota militare. Successivamente iniziò a prestare servizio presso l'aeronautica militare sovietica.

## Vostok e Voschod
A partire da marzo del 1960, Gorbatko, insieme con ulteriori 19 piloti dell'aeronautica militare sovietica, formò il primo gruppo cosmonauti dell'Unione Sovietica. Anche se partecipò all'addestramento completo, non venne selezionato tra i primi sei cosmonauti che poterono effettuare i primi voli e le prime missioni del programma Vostok.
Venne selezionato per successive missioni del programma, le quali però vennero cancellate a favore delle nuove navicelle spaziali del programma Voschod in grado di portare nello spazio più cosmonauti contemporaneamente. Per la nomina degli equipaggi per le missioni del programma spaziale sovietico non veniva tenuto conto esclusivamente delle capacità tecniche dei singoli candidati, bensì considerato pure diversi aspetti politici. Pure la rivalità tra i singoli centri di costruzione dei veicoli spaziali influiva notevolmente sulla nomina di singoli componenti degli equipaggi.
Per esempio Gorbatko fu considerato per assumere il comando di uno dei primi due voli del programma Voschod, ma successivamente si dovette accontentare della nomina quale comandante dell'equipaggio di riserva per la missione Voschod 2. Per la successiva missione Voschod 3 poté dunque farsi speranze concrete che la sua nomina ed il suo primo volo sarebbe diventato reale, ma i preparativi di questa missione si tirarono per le lunghe. Fino alla data odierna, ufficialmente la missione non venne mai cancellata, anche se i preparativi non divennero mai talmente concreti da poter effettivamente pensare al lancio della stessa. Infatti i responsabili dei programmi spaziali sovietici premevano con insistenza alla realizzazione della prima missione con la nuovissima navicella spaziale Sojuz.

## Sojuz
A partire dall'autunno del 1965, Gorbatko ed altri sette cosmonauti vennero addestrato per la navicella spaziale di nuova costruzione Sojuz, costruita e concepita per effettuare il programma di allunaggio sovietico. Per qualche periodo Gorbatko formò uno dei probabili equipaggi insieme a Andrijan Grigor'evič Nikolaev, il veterano della missione Vostok 3.
Verso la fine dell'anno 1966, Gorbatko venne considerato come membro dell'equipaggio di riserva per uno dei primi due voli del programma Sojuz, nonché, come conseguenza logica, quale membro dell'equipaggio di una delle due missioni successive. Comunque, come ormai solito per gli sovietici, l'assegnazione e la nomina definitiva venne resa nota ufficialmente solo poco prima del lancio effettivo delle singole missioni.
Così avvenne che Gorbatko venne effettivamente nominato per l'equipaggio di riserva della missione Sojuz 2. I piani di volo originari per la missione dell'aprile del 1967 prevedevano che questa navicella si sarebbe agganciata alla Sojuz 1 una volta raggiunta la traiettoria d'orbita, onde consentire il passaggio di due cosmonauti da una navicella verso l'altra mediante un'apposità attività extraveicolare.
A causa di problemi con la Sojuz 1, che aveva ormai raggiunto la traiettoria d'orbita, si rinunciò ad effettuare il lancio della Sojuz 2 – anche influenzati in questa decisione dalle avverse condizioni meteorologiche all'ora prevista per il lancio della stessa. Questo salvò la vita all'equipaggio previsto per la citata missione. Infatti la Sojuz 1 si schiantò a terra a causa di un disfunzionamento totale dei paracadute, causando la morte del cosmonauta Vladimir Michajlovič Komarov che l'equipaggiava. Le indagini sulla causa dell'incidente mortale diedero il risultato, che l'identico errore di costruzione era stato eseguito per i paracadute della Sojuz 2 e pertanto anche questo equipaggio non avrebbe avuto speranza di sopravvivenza.
Ad agosto del 1967 vennero accertati problemi cardiocircolatori di Gorbatko, fatto che gli costò l'idoneità di volo per parecchi mesi.
Il 15 dicembre 1968, venne conferito a Gorbatko e ad altri suoi collegi cosmonauti, il diploma dell'istituto superiore per piloti di collaudo „Žukovsky“.
La missione fallita della Sojuz 1 e Sojuz 2, cioè l'aggancio di due navicelle spaziali nell'orbita terrestre con conseguente passaggio di due cosmonauti da una navicella verso l'altra, venne eseguita con successo a gennaio del 1969 dalle navicelle Sojuz 4 e Sojuz 5. Gorbatko era stato nominato riserva di Evgenij Vasil'evič Chrunov ed Aleksej Stanislavovič Eliseev, ma non dovette sostituire nessuno dei due. Chrunov e Eliseev vennero lanciati con la Sojuz 5 ed eseguirono il spettacolare passaggio verso la Sojuz 4, con la quale rientrarono a terra.
Finalmente, ad aprile del 1969, avvenne la nomina di Gorbatko per il suo primo volo nello spazio: una spettacolare missione di tre navicelle spaziali Sojuz che si sarebbero contemporaneamente trovate nello spazio.
Il 12 ottobre 1969 venne lanciata la missione Sojuz 7 con Gorbatko nel ruolo di cosmonauta di ricerca. Venne accompagnato in questo suo primo volo nello spazio dal comandante Anatolij Vasil'evič Filipčenko e dall'ingegnere di bordo Vladislav Nikolaevič Volkov, per i quali questa missione fu pure il loro primo volo nello spazio.
Gorbatko dovette dunque attendere nove anni dalla sua scelta prima che potesse effettivamente raggiungere lo spazio. Il giorno prima era stato lanciato Georgij Stepanovyč Šonin a bordo della Sojuz 6 e pertanto dei cosmonauti ancora attivi del primo gruppo scelti da parte dell'Unione Sovietica (p.e. Grigorij Neljubov era in precedenza stato licenziato per problemi disciplinari) rimase solo Dmitrij Alekseevič Zaikin a non essere stato incaricato di una missione per raggiungere lo spazio.
Zaikin dovette lasciare ancora durante il mese di ottobre il gruppo cosmonauti per motivi di salute, e per questo motivo Gorbatko divenne il cosmonauta del primo gruppo di scelta che dovette attendere il più a lungo prima del suo primo impegno.
Raggiunta l'orbita terrestre, la Sojuz 7 eseguì la manovra rendezvous con la Sojuz 6 e la Sojuz 8. La manovra di aggancio tra la Sojuz 7 e la Sojuz 8 invece non riuscì per diversi problemi di carattere tecnico. Tutta la missione ebbe una durata di circa cinque giorni.

## Saljut ed Intercosmos

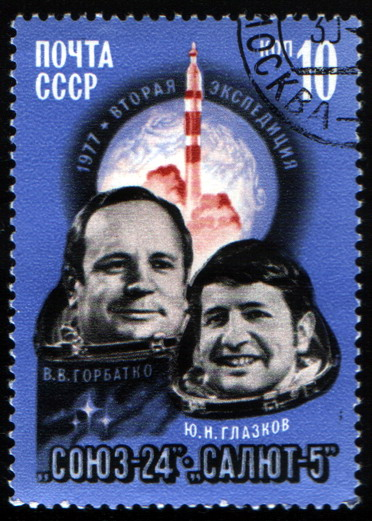
Francobollo sovietico (Gorbatko è sulla sinistra)

Dopo questa missione, Gorbatko venne addestrato per la nuova stazione spaziale Saljut. La tragedia della Sojuz 11 e diversi problemi incontrati con le successive stazioni spaziali del tipo Saljut, rallentarono notevolmente l'esecuzione del programma.
Durò infatti fino al 1976 prima che Gorbatko venne nuovamente incaricato per assumere un ruolo in una missione. Venne infatti nominato per l'equipaggio di supporto della Sojuz 21. Per il volo della Sojuz 23 svoltosi ad ottobre del 1976 fu nominato a far parte dell'equipaggio di riserva.
Il 7 febbraio 1977 avvenne il lancio della seconda missione nello spazio di Gorbatko. A bordo della Sojuz 24, questa volta con l'incarico di comandante, volò insieme all'ingegnere di bordo Jurij Nikolaevič Glazkov per raggiungere la stazione spaziale Saljut 5. Questa era stata lasciata con largo anticipo sui programmi di volo originari da parte dell'equipaggio della Sojuz 21. La missione di Gorbatko durò 18 giorni.
Nel 1978 venne nominato riserva di Valerij Fëdorovič Bykovskij per la missione Sojuz 31. Questo volo, svoltosi nel corso del programma Intercosmos, portò nello spazio il primo cittadino originario della Germania Sigmund Jähn.
Il suo terzo volo nello spazio fu la missione Sojuz 37 che venne lanciata il 2 luglio 1980. Insieme all'intercosmonauta originario del Vietnam Phạm Tuân volò verso la stazione spaziale Saljut 6 per raggiungere l'equipaggio base di questa stazione composto da Leonid Ivanovič Popov e Valerij Viktorovič Rjumin. Come di solito per tutte le missioni del programma Intercosmos fece ritorno dopo otto giorni, lasciando la navicella spaziale di lancio a disposizione dell'equipaggio base per far ritorno a bordo della Sojuz 36 in precedenza impegnata per il lancio di un'altra missione del programma Intercosmos.

## Dopo il suo servizio attivo
Quando il 26 gennaio 1982 Valerij Fëdorovič Bykovskij, Aleksej Archipovič Leonov, Andrijan Grigor'evič Nikolaev e Pavel Romanovič Popovič lasciarono il gruppo dei cosmonauti, Gorbatko rimase l'unico cosmonauta attivo del primo gruppo selezionato nell'ormai lontano 1960.
Anch'egli si congedò comunque poco dopo, per la precisione il 28 agosto 1982, diventando Vicepresidente del comitato per lo sport del ministero della difesa sovietico. Successivamente svolse la professione di professore presso l'accademia per ingegneri dell'aeronautica militare di Mosca.
Gorbatko era sposato per la seconda volta e divenne padre di due figlie nate dalla prima moglie.

## Onorificenze
Tra i vari riconoscimenti ricevuti è stato insignito per due volte del titolo di Eroe dell'Unione Sovietica (1969 e 1977) e per tre volte dell'Ordine di Lenin (1969, 1977 e 1980).